# ブラッド・ブラザース 刺馬
『ブラッド・ブラザース 剌馬』（-しば、原題：剌馬、英語題：The Blood Brothers）は、香港のショウ・ブラザーズが1973年に製作した映画。張徹（チャン・ツェー）監督作品。清末四大奇案の一つである馬新貽殺害事件をモチーフとしている。日本では劇場未公開で、2004年にDVDが発売された。

## あらすじ
張文祥（デヴィッド・チャン）、黃縱（チェン・カンタイ）と米蘭（チン・リー）夫妻は乱世の中、気ままな生活を送っていた。張文祥、黃縱と馬新貽（ティ・ロン）は意気投合し、義兄弟の契りを結ぶ。三人は群盗を指揮し、馬新貽は両江総督の位を奪取した。しかし馬新貽と米蘭が不倫関係になり、ついには黃縱を暗殺してしまう。事実を知った張文祥は、敵を討つべく馬新貽に勝負を挑む。